# 하오리

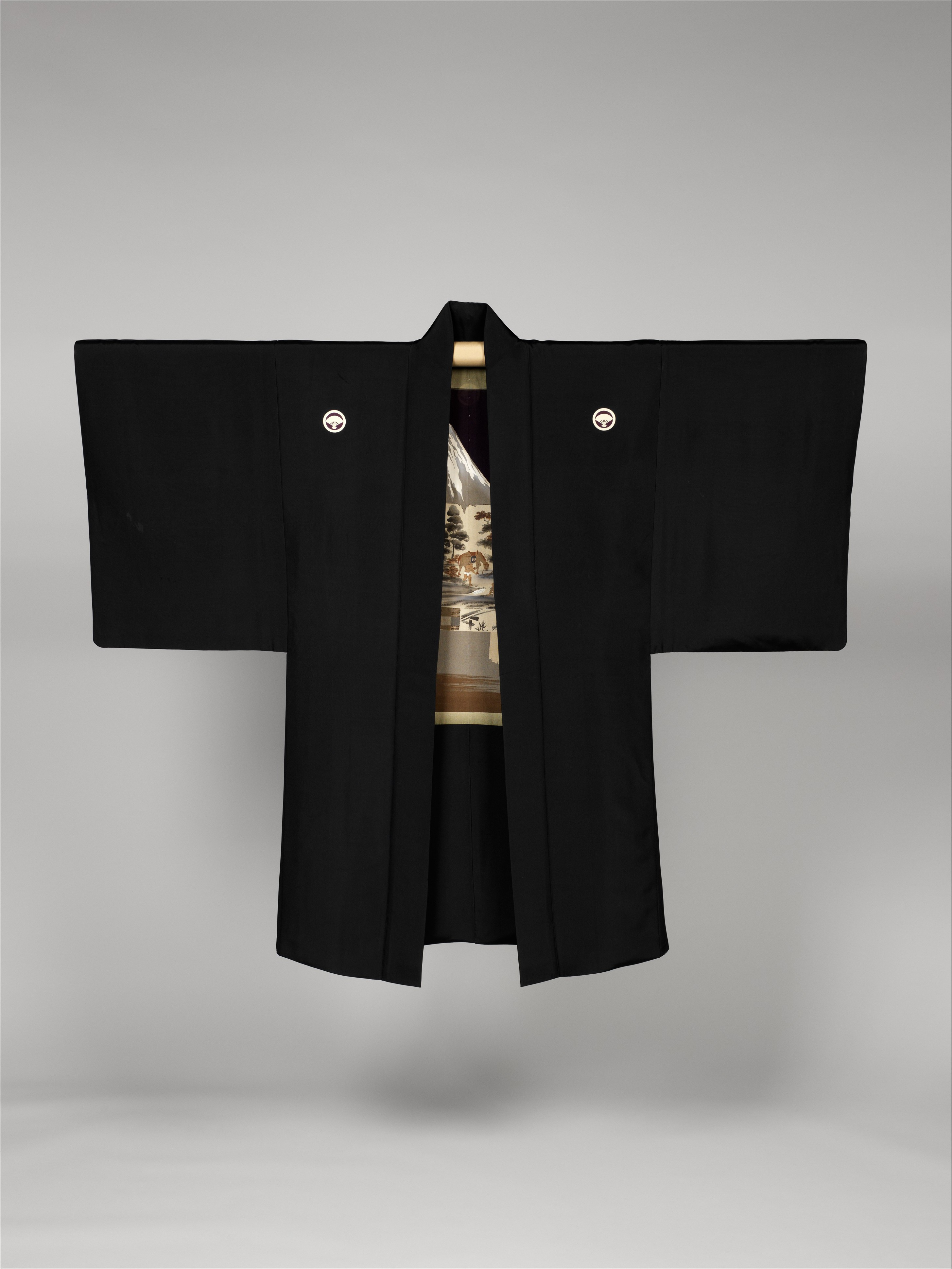
하오리

하오리(일본어: 羽織)는 나가기 위에 입는 골반이나 넓적다리까지 내려오는 일본의 전통 겉옷이다. 하오리는 유카타처럼 깃을 여미지 않으며, 깃이 열린 상태로 입거나 끈으로 깃을 연결하여 입는다.  남성과 여성 모두 입을 수 있으나, 여성은 정장으로 입을 수 없다.
1800년대 초, 도쿄 하나미치의 게이샤는 이키를 나타내는 유행의 일환으로 기모노 위에 하오리를 입기 시작하였다. 이전에는 남성들만 하오리를 착용하였으므로, 이것은 게이샤들을 특이하고 패셔너블하게 만들었다. 1930년대에는 여성들이 하오리를 입는 것은 평범해졌고, 게이샤는 그 풍습을 버렸다.